# Mössens julafton
Mössens julafton, När nätterna blir långa, är en julsång skriven av norrmannen Alf Prøysen till en schottismelodi, och ursprungligen framförd 1946 i NRK:s "Barnetimen". Sången heter på norska Musevisa. Den finns översatt till svenska av Ulf Peder Olrog och sjungs ofta av barn. Sången finns med i boken "Mössens julafton" av Alf Prøysen
Det var inför julen 1946 som han skrev sångtexten, till en "traditionell melodi". Han sjöng in på skiva Columbia (GN 1091, 78-varvare) i april 1949, och publicerade även texten samma år.
Det är en sekulär julsång, där en familj antropomorfiska möss förbededer sig för julfirandet, och modern varnar för råttfällan..
Den svenska versionen skiljer sig något i form och melodi från det norska originalet. Bland annat sjungs refrängen med repris, vilket den inte görs på norska.
På svenska har "Mössens julafton" bland annat spelats in av Margareta Kjellberg (1954), i duett 1981 av Agnetha Fältskog och Linda Ulvaeus på julalbumet Nu tändas tusen juleljus, samt av Kurt Olsson och Damorkestern (1990). Sången sjöngs även in på skiva av Amy Diamond 2006.
Mössens julafton ges även ut i bokform med illustrationer av Kjell Midthun, utgiven första gången 1961.
Pippi Långstrump sjunger sången i ett avsnitt ur tv-serien "Pippi Långstrump" baserat på böckerna skrivna av Astrid Lindgren.

## Publikation
- Julens önskesångbok, 1997, under rubriken "Nyare julsånger"
- Barnens svenska sångbok, 1999, under rubriken "Året runt".